# Kimberly Williams (aktorka)

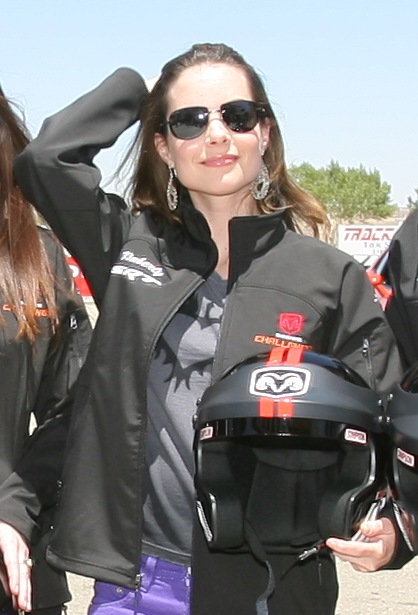
Kimberly Williams-Paisley

Kimberly Williams-Paisley (ur. 14 września 1971 w Rye) – amerykańska aktorka.
Jej mężem jest muzyk country Brad Paisley.

## Filmografia
- Stood Up! (1990) jako Vanessa
- Ojciec panny młodej (Father of the Bride, 1991) jako Annie Banks
- Szkarłatny pilot (Kurenai no buta, 1992) jako Fio (głos)
- Powrót do Tamakwa (Indian Summer, 1993) jako Gwen Daugherty
- Samuel Beckett Is Coming Soon (1993) jako Kim
- Ojciec panny młodej II (Father of the Bride Part II, 1995) jako Annie Banks-MacKenzie
- Zimnokrwisty (Coldblooded, 1995 jako Jasmine
- Miłość czy kochanie (Relativity, 1996) jako Isabel Lukens
- Wewnętrzna wojna (The War at Home, 1996) jako Karen Collier
- Jake's Women (1996) jako Molly
- Schron (Safe House, 1998) jako Andi Travers
- Niewinny seks (Just a Little Harmless Sex, 1999) jako Alison
- Sposób na miłość (Elephant Juice, 1999) jako Dodie
- Simpatico (1999) jako młoda Rosie
- Dziesiąte królestwo (The 10th Kingdom, 2000) jako Virginia Lewis
- Jim wie lepiej (According to Jim, 2001-2009) jako Dana
- Dom dla mojej córki (Follow the Stars Home, 2001) jako Dianne Parker-McCune
- Świąteczna historia (The Christmas Shoes, 2002) jako Maggie Andrews
- Do siedmiu razy sztuka (Lucky 7, 2003) jako Amy Myer
- Skradziona tożsamość (Identity Theft: The Michelle Brown Story, 2004) jako Michelle Brown
- George Lopez (2004) jako Vanessa Brooks (gościnnie)
- Jak ugryźć robala (How to Eat Fried Worms, 2006)
- Męski sport (We Are Marshall, 2006) jako Sandy Lengyel
- Eden Court (2010) jako Bonnie Duncan
- Nashville (2012-2013) jako Peggy Kenter
- Dwóch i pół (Two and a half man, 2014) jako Gretchen (gościnnie)
- Ask Me Anything (2014) jako Margaret Spooner
- Alvin i wiewiórki: Wielka wyprawa (2015) jako Samantha
- Speech & Debate (2017) jako Susan